# Erunakicupes obrutschevi
Erunakicupes obrutschevi is een keversoort uit de familie Rhombocoleidae. De wetenschappelijke naam van de soort is voor het eerst geldig gepubliceerd in 1961 door Rohdendorf.